# Neopanorpa banksi
Neopanorpa banksi är en näbbsländeart som beskrevs av Carpenter 1938. Neopanorpa banksi ingår i släktet Neopanorpa och familjen skorpionsländor. Inga underarter finns listade i Catalogue of Life.